# Koi nanka No thank you!
„Koi nanka No thank you!” (jap. 恋なんかNo thank you!) – dwudziesty czwarty singel japońskiego zespołu NMB48, wydany w Japonii 18 listopada 2020 roku przez laugh out loud records.
Singel został wydany w pięciu edycjach: czterech CD+DVD (Type A, Type B, Type C, limitowanej) oraz „teatralnej” (CD). Osiągnął 1 pozycję w rankingu Oricon i pozostał na liście przez 13 tygodni. Singel zdobył status złotej płyty.

## Lista utworów
Wszystkie utwory zostały napisane przez Yasushiego Akimoto.

### Type A
| CD | CD                                                                      | CD                 | CD                   | CD      |
| Nr | Tytuł utworu                                                            | Kompozycja         | Aranżacja            | Długość |
| -- | ----------------------------------------------------------------------- | ------------------ | -------------------- | ------- |
| 1. | „Koi nanka No thank you!” (jap. 恋なんかNo thank you!)                  | Katsuhiko Sugiyama | Yūichi "Masa" Nonaka |         |
| 2. | „I Love butaman” (jap. アイラブ豚まん)                                  | Taishi Senda       | Taishi Senda         |         |
| 3. | „Dancing High” (jap. ダンシングハイ) (wyk. Team N)                      | Yūya Suzuki        | Hiroshi Sasaki       |         |
| 4. | „Koi nanka No thank you!” (jap. 恋なんかNo thank you!) (off vocal ver.) | Katsuhiko Sugiyama | Yūichi "Masa" Nonaka |         |
| 5. | „I Love butaman” (jap. アイラブ豚まん) (off vocal ver.)                 | Taishi Senda       | Taishi Senda         |         |
| 6. | „Dancing High” (jap. ダンシングハイ) (off vocal ver.)                   | Yūya Suzuki        | Hiroshi Sasaki       |         |

| DVD | DVD                                                                                  | DVD     |
| Nr  | Tytuł utworu                                                                         | Długość |
| --- | ------------------------------------------------------------------------------------ | ------- |
| 1.  | „Koi nanka No thank you!” (jap. 恋なんかNo thank you!) (Music Video)                 |         |
| 2.  | „Koi nanka No thank you!” (jap. 恋なんかNo thank you!) (Music Video Dancing Version) |         |
| 3.  | „Koi nanka No thank you!” (jap. 恋なんかNo thank you!) (Music Video Making)          |         |

### Type B
| CD | CD                                                                                              | CD                 | CD                   | CD      |
| Nr | Tytuł utworu                                                                                    | Kompozycja         | Aranżacja            | Długość |
| -- | ----------------------------------------------------------------------------------------------- | ------------------ | -------------------- | ------- |
| 1. | „Koi nanka No thank you!” (jap. 恋なんかNo thank you!)                                          | Katsuhiko Sugiyama | Yūichi "Masa" Nonaka |         |
| 2. | „I Love butaman” (jap. アイラブ豚まん)                                                          | Taishi Senda       | Taishi Senda         |         |
| 3. | „Waga tomoyo zenryoku de hashitte iru ka?” (jap. 我が友よ 全力で走っているか?) (wyk. Team M)    | Keiichi Kondō      | Keiichi Kondō        |         |
| 4. | „Koi nanka No thank you!” (jap. 恋なんかNo thank you!) (off vocal ver.)                         | Katsuhiko Sugiyama | Yūichi "Masa" Nonaka |         |
| 5. | „I Love butaman” (jap. アイラブ豚まん) (off vocal ver.)                                         | Taishi Senda       | Taishi Senda         |         |
| 6. | „Waga tomoyo zenryoku de hashitte iru ka?” (jap. 我が友よ 全力で走っているか?) (off vocal ver.) | Keiichi Kondō      | Keiichi Kondō        |         |

| DVD | DVD                                                                                  | DVD     |
| Nr  | Tytuł utworu                                                                         | Długość |
| --- | ------------------------------------------------------------------------------------ | ------- |
| 1.  | „Koi nanka No thank you!” (jap. 恋なんかNo thank you!) (Music Video)                 |         |
| 2.  | „Koi nanka No thank you!” (jap. 恋なんかNo thank you!) (Music Video Dancing Version) |         |
| 3.  | „Kokuhaku no kūhō” (jap. 告白の空砲) (Music Video Making)                            |         |
| 4.  | „Namba teppō-tai sono kyū Digest Video” (jap. 難波鉄砲隊其之九ダイジェスト映像)      |         |

### Type C
| CD | CD                                                                      | CD                 | CD                   | CD      |
| Nr | Tytuł utworu                                                            | Kompozycja         | Aranżacja            | Długość |
| -- | ----------------------------------------------------------------------- | ------------------ | -------------------- | ------- |
| 1. | „Koi nanka No thank you!” (jap. 恋なんかNo thank you!)                  | Katsuhiko Sugiyama | Yūichi "Masa" Nonaka |         |
| 2. | „I Love butaman” (jap. アイラブ豚まん)                                  | Taishi Senda       | Taishi Senda         |         |
| 3. | „Seishun nenbutsu” (jap. 青春念仏) (wyk. Team BII)                      | Yasuyuki Kojō      | Yasuyuki Kojō        |         |
| 4. | „Koi nanka No thank you!” (jap. 恋なんかNo thank you!) (off vocal ver.) | Katsuhiko Sugiyama | Yūichi "Masa" Nonaka |         |
| 5. | „I Love butaman” (jap. アイラブ豚まん) (off vocal ver.)                 | Taishi Senda       | Taishi Senda         |         |
| 6. | „Seishun nenbutsu” (jap. 青春念仏) (off vocal ver.)                     | Yasuyuki Kojō      | Yasuyuki Kojō        |         |

| DVD | DVD                                                                                  | DVD     |
| Nr  | Tytuł utworu                                                                         | Długość |
| --- | ------------------------------------------------------------------------------------ | ------- |
| 1.  | „Koi nanka No thank you!” (jap. 恋なんかNo thank you!) (Music Video)                 |         |
| 2.  | „Koi nanka No thank you!” (jap. 恋なんかNo thank you!) (Music Video Dancing Version) |         |
| 3.  | „Tokuten eizō «Burari jinrō in hirapā»” (jap. 特典映像「ぶらり人狼 in ひらパー」)    |         |

### Wer. limitowana (Type D)
| CD | CD                                                                      | CD                          | CD                   | CD      |
| Nr | Tytuł utworu                                                            | Kompozycja                  | Aranżacja            | Długość |
| -- | ----------------------------------------------------------------------- | --------------------------- | -------------------- | ------- |
| 1. | „Koi nanka No thank you!” (jap. 恋なんかNo thank you!)                  | Katsuhiko Sugiyama          | Yūichi "Masa" Nonaka |         |
| 2. | „I Love butaman” (jap. アイラブ豚まん)                                  | Taishi Senda                | Taishi Senda         |         |
| 3. | „Ichiban suki na hana” (jap. 一番好きな花) (wyk. Akari Yoshida)         | Yōichirō Takagi, Johnny Yim | Johnny Yim           |         |
| 4. | „Koi nanka No thank you!” (jap. 恋なんかNo thank you!) (off vocal ver.) | Katsuhiko Sugiyama          | Yūichi "Masa" Nonaka |         |
| 5. | „I Love butaman” (jap. アイラブ豚まん) (off vocal ver.)                 | Taishi Senda                | Taishi Senda         |         |
| 6. | „Ichiban suki na hana” (jap. 一番好きな花) (off vocal ver.)             | Yōichirō Takagi, Johnny Yim | Johnny Yim           |         |

| DVD | DVD                                                                                  | DVD     |
| Nr  | Tytuł utworu                                                                         | Długość |
| --- | ------------------------------------------------------------------------------------ | ------- |
| 1.  | „Koi nanka No thank you!” (jap. 恋なんかNo thank you!) (Music Video)                 |         |
| 2.  | „Koi nanka No thank you!” (jap. 恋なんかNo thank you!) (Music Video Dancing Version) |         |
| 3.  | „Ichiban suki na hana” (jap. 一番好きな花) (Music Video)                             |         |
| 4.  | „Ichiban suki na hana” (jap. 一番好きな花) (Music Video Making)                      |         |

### Wer. teatralna
| CD | CD                                                                      | CD                 | CD                   | CD      |
| Nr | Tytuł utworu                                                            | Kompozycja         | Aranżacja            | Długość |
| -- | ----------------------------------------------------------------------- | ------------------ | -------------------- | ------- |
| 1. | „Koi nanka No thank you!” (jap. 恋なんかNo thank you!)                  | Katsuhiko Sugiyama | Yūichi "Masa" Nonaka |         |
| 2. | „I Love butaman” (jap. アイラブ豚まん)                                  | Taishi Senda       | Taishi Senda         |         |
| 3. | „Kokuhaku no kūhō” (jap. 告白の空砲) (wyk. Namba teppō-tai sono kyū)    | Takao Yoshino      | APAZZI               |         |
| 4. | „Koi nanka No thank you!” (jap. 恋なんかNo thank you!) (off vocal ver.) | Katsuhiko Sugiyama | Yūichi "Masa" Nonaka |         |
| 5. | „I Love butaman” (jap. アイラブ豚まん) (off vocal ver.)                 | Taishi Senda       | Taishi Senda         |         |
| 6. | „Kokuhaku no kūhō” (jap. 告白の空砲) (off vocal ver.)                   | Takao Yoshino      | APAZZI               |         |

## Skład zespołu
| „Koi nanka No thank you!” |
| --- |
| - Team N: Yūmi Ishida, Chihiro Kawakami, Sae Murase, Akari Yoshida (środek) - Team M: Wakana Abe, Nagisa Shibuya, Miru Shiroma, Momone Yasuda - Team BII: Cocona Umeyama, Yūka Katō, Karin Kojima, Keito Shiotsuki, Rei Jōnishi, Nao Shinzawa, Karen Hara, Ayaka Yamamoto, Sumire Yokono |

| „I Love butaman” |
| --- |
| Piosenka została wykonywana przez wszystkie członkinie NMB48 w momencie wydania, poza Haasa Minami i Yuria Miyake. W teredysku wystąpiły tylko Cocona Umeyama, Karin Kojima, Nagisa Shibuya, Mikana Yamamoto i Sumire Yokono. - Team N: Yūmi Ishida, Ayano Izumi, Chihiro Kawakami, Nanaho Kawano, Nami Sakamoto, Haruka Sadano, Rika Shimizu, Marin Shobu, Sae Murase, Amiru Yamasaki, Akari Yoshida - Team M: Wakana Abe, Akari Ishizuka, Anna Ijiri, Mizuki Uno, Nagisa Shibuya, Miru Shiroma, Kotone Sugiura, Yuina Deguchi, Shion Hori, Reiko Maeda, Shiori Mizuta, Momone Yasuda - Team BII: Yuki Azuma, Cocona Umeyama, Rena Okamoto, Yūka Ogawa, Yūka Katō, Karin Kojima, Keito Shiotsuki, Rei Jōnishi, Nao Shinzawa, Mion Nakagawa, Mirai Nakano, Karen Hara, Yuzuha Hongō, Suzu Yamada, Ayaka Yamamoto, Mikana Yamamoto, Sumire Yokono - Kenkyūsei: Momoka Asao, Koharu Orisaka, Zion Kameno, Mana Kitamura, Fūwa Kuroda, Aika Satsuki, Wakana Sumino, Hinata Namba, Yuna Hayakawa, Mai Hirayama, Anju Manabe, Misaki Yoshino, Miyu Wada |

| „Dancing High” |
| --- |
| - Team N: Yūmi Ishida, Ayano Izumi, Chihiro Kawakami, Nanaho Kawano, Nami Sakamoto, Haruka Sadano, Rika Shimizu, Marin Shobu, Sae Murase, Amiru Yamasaki, Akari Yoshida |

| „Waga tomoyo zenryoku de hashitte iru ka?” |
| --- |
| - Team M: Wakana Abe, Akari Ishizuka, Anna Ijiri, Mizuki Uno, Nagisa Shibuya, Miru Shiroma, Kotone Sugiura, Yuina Deguchi, Shion Hori, Reiko Maeda, Shiori Mizuta, Momone Yasuda |

| „Seishun nenbutsu” |
| --- |
| - Team BII: Yuki Azuma, Cocona Umeyama, Rena Okamoto, Yūka Ogawa, Yūka Katō, Karin Kojima, Keito Shiotsuki, Rei Jōnishi, Nao Shinzawa, Mion Nakagawa, Mirai Nakano, Karen Hara, Yuzuha Hongō, Suzu Yamada, Ayaka Yamamoto, Mikana Yamamoto, Sumire Yokono |

| „Kokuhaku no kūhō” |
| --- |
| Członkowie tej edycji „Namba Teppōdai” zostały wybrane w wyborach przez fanów w sierpniu 2020 roku. - Team N: Chihiro Kawakami (6.) - Team M: Wakana Abe (5.), Mizuki Uno (1.; środek) - Team BII: Keito Shiotsuki (4.), Mikana Yamamoto (2.), Sumire Yokono (3.) - Kenkyūsei: Hinata Namba (7.) |

## Notowania
| Lista                             | Pozycja |
| --------------------------------- | ------- |
| Oricon Weekly Singles Chart       | 1       |
| Oricon Yearly Singles Chart       | 34      |
| Billboard Japan Hot 100           | 2       |
| Billboard Japan Top Singles Sales | 1       |

## Sprzedaż
| Dane wg         | Sprzedaż |
| --------------- | -------- |
| Oricon          | 149 127  |
| Billboard Japan | 171 274+ |